# 宋丰年
宋丰年（1948年—），河南郑州人，汉族，中华人民共和国政治人物、第十二届全国人民代表大会河南地区代表。
毕业于河南财经学院企业管理专业。加入中国共产党。担任郑州市金水区东风路街道办事处宋砦村党总支书记。2008年起担任全国人大代表。2013年，担任全国人大代表。2018年2月24日，当选为第十三届全国人大代表。